# Миротворец (2-й сезон)
Второй сезон американского супергеройского телесериала «Миротворец», основанного на одноимённом персонаже DC Comics. Действие сезона разворачивается во Вселенной DC (DCU) и он служит «мягким перезапуском» сериала, который начинался как спин-офф фильма Расширенной вселенной DC (DCEU) «Отряд самоубийц: Миссия навылет» (2021). Этот сезон продолжает историю ура-патриотичного наёмника Кристофера Смита / Миротворца. Его производством занимается DC Studios, а Джеймс Ганн выступает в качестве шоураннера сериала.
Джон Сина исполняет главную роль в сериале, вернувшись к своей роли из «Отряда самоубийц», а вместе с ним главные роли исполняют Даниэль Брукс, Фредди Строма, Дженнифер Холланд, Стив Эйджи, Роберт Патрик, Фрэнк Грилло, Сол Родригес, Дэвид Денман, Тим Медоуз и Майкл Рукер. Сезон был заказан в феврале 2022 года, а Ганн был назначен сценаристом и режиссёром всех восьми эпизодов. Ожидалось, что съёмки начнутся в 2023 году, но работа была приостановлена, когда Ганн стал со-генеральным директором DC Studios и переключил внимание на фильм «Супермен» (2025). Затем вместо второго сезона на первый план поставили его сериальный спин-офф «Уоллер», но съёмки «Уоллер» были отложены из-за трудовых споров в Голливуде 2023 года, и в марте 2024 года Ганн объявил, что теперь первым выйдет второй сезон. Некоторые съёмки сезона проводились в следующем месяце, одновременно со съёмками «Супермена», на Trilith Studios в Атланте, Джорджия, ещё до основного съёмочного периода, который шёл с июля по ноябрь.
Премьера сезона должна состояться на стриминговом сервисе HBO Max 21 августа 2025 года и сезон будет состоять из восьми эпизодов.

## Эпизоды
| № общий | № в сезоне | Название              | Режиссёр      | Автор сценария | Дата премьеры   |
| ------- | ---------- | --------------------- | ------------- | -------------- | --------------- |
| 9       | 1          | «The Ties That Grind» | Джеймс Ганн   | Джеймс Ганн    | 21 августа 2025 |
| 10      | 2          | TBA                   | Грег Моттола  | Джеймс Ганн    | TBA             |
| 11      | 3          | TBA                   | Грег Моттола  | Джеймс Ганн    | TBA             |
| 12      | 4          | TBA                   | Питер Соллетт | Джеймс Ганн    | TBA             |

Ганн снял ещё два других эпизода в сезоне, а Алития Джонс также сняла другие эпизоды.

## Актёры и персонажи
- Джон Сина — Кристофер Смит / Миротворец: Ура-патриотический убийца, который верит в достижение мира любой ценой.[7] Сина также играет другую версию Миротворца.[8]
- Даниэль Брукс — Леота Адебайо: Дочь лидера АРГУСа Аманды Уоллер и член команды Миротворца[9]
- Фредди Строма — Эдриан Чейз / Линчеватель:
Самопровозглашённый борец с преступностью, который смотрит на Миротворца как на старшего брата[10]
- Дженнифер Холланд — Эмилия Харкорт: Агент АРГУСа и член команды Миротворца[9]
- Стив Эйджи — Джон Экономос: Агент АРГУСа, который обеспечивает тактическую поддержку команде Миротворца[9]
- Роберт Патрик — Огаст «Огги» Смит / Белый Дракон: Отец-расист Миротворца, который был им убит в первом сезоне[11]
- Фрэнк Грилло — Рик Флаг-ст.:
Бывший лидер Монстров-коммандос, который занял пост директора АРГУСа. Он разгневан гибелью своего сына, лидера Отряда самоубийц Рика Флага-мл., от рук Миротворца в фильме «Отряд самоубийц: Миссия навылет» (2021).[12][13] Шоураннер Джеймс Ганн сказал, что у Флага и Миротворца остались некоторые «требующие внимания незаконченные дела»,[14][2] и что Флаг-ст., по сути, является антагонистом в сезоне. Ганну понравилось развивать персонажа в DCU после того, как он появился в качестве протагониста в мультсериале «Монстры-коммандос» (2024—наст. время).[15] В этом сезон у Флага-старшего тёмные волосы, а не седые, как в «Монстрах-коммандос», потому что Грилло одновременно снимался и в сериале «Король Талсы» (2022—наст. время), и в «Миротворце», и Ганн чувствовал, что временная покраска волос будет выглядеть не очень хорошо. Его объяснение состояло в том, что Флаг-старший покрасил волосы из-за тщеславия и самомнения.[13]
- Сол Родригес[англ.] — Саша Бордо[англ.][16]
- Тим Медоуз — Лэнгстон Флёри: Агент АРГУСа[17][18]
- Майкл Рукер — Ред Сент-Уайлд: Лучший в мире охотник на орлов, который пытается убить Орлушу[19]

Изабела Мерсед, Нейтан Филлион и Шон Ганн вновь исполняют свои соответствующие роли Девушки-ястреба, Гая Гарднера / Зелёного Фонаря и Максвелла Лорда из фильма DCU «Супермен» (2025). Кроме того, Нют Ле возвращается к своей роли Дзюдомастера из первого сезона. Дэвид Денман, Анисса Мэтлок, Тейлор Сент-Клер, Дориан Кинги и Брэндон Стэнли получили роли в сериале. Питомец Миротворца, белоголовый орлан Орлуша, возвращается из первого сезона.

## Производство

### Разработка
В августе 2021 года Джеймс Ганн, создатель и шоураннер сериала Расширенной вселенной DC (DCEU) «Миротворец», заявил, что он хочет снять второй сезон и намерен сделать это, если сериал будет продлён. Он повторил это заявление после премьеры первого сезона в январе 2022 года, несмотря на то, что он и главный актёр Джон Сина ещё не договорились о возвращении на второй сезон, а Ганн хотел сделать перерыв после нескольких напряжённых лет. Ганн официально не соглашался снимать второй сезон, пока не определился с тем, какими он хотел бы видеть общие арки персонажей, поскольку он и Сина не хотели соглашаться на то, что им не понравилось бы делать. Стриминговый сервис HBO Max (позже переименованный в Max) официально анонсировал второй сезон в феврале 2022 года, а Ганн был назначен сценаристом и режиссёром всех эпизодов. Он сказал, что в нём будут рассмотрены последствия, хорошие и плохие, событий первого сезона.
Discovery, Inc. и материнская компания Warner Bros., WarnerMedia, объединились в апреле 2022 года, чтобы стать Warner Bros. Discovery (WBD), возглавляемой президентом и гендиректором Дэвидом Заславом. Ожидалось, что новая компания проведёт реструктуризацию DC Entertainment, и Заслав начал искать человека, равного президенту Marvel Studios Кевину Файги, для руководства новой дочерней компанией. После того, как в августе WBD неожиданно отменили выпуск фильма DC «Бэтгёрл», Ганн заявил, что второй сезон «Миротворца» находится «безопасности» и что его съёмки начнутся в 2023 году. Ганн и Сафран были объявлены сопредседателями и гендиректорами недавно созданной DC Studios в конце октября 2022 года. Через неделю после того, как они приступили к исполнению своих новых обязанностей, пара начала работать с группой сценаристов над разработкой восьми-десятилетнего плана для новой Вселенной DC (DCU), которая станет «мягким перезапуском» DCEU. Ганн и Сафран сказали, что некоторые актёры из их фильма «Отряд самоубийц: Миссия навылет» и первого сезона «Миротворца» вернутся в DCU, и что от событий из этих проектов останутся «грубые воспоминания». Из-за того, что у Ганна появились новые обязательства, второй сезон «Миротворца» был отложен до января 2023 года. В феврале Ганн сказал, что выход сериала был отложен из-за его работы над первым фильмом DCU «Супермен» (2025), но он не был отменён, и что второй сезон будет после сериального спин-оффа «Уоллер». Позже он пояснил, что второй сезон «Миротворца» является его следующим проектом после «Супермена», и сказал, что он станет частью списка проектов DCU под названием «Глава первая: Боги и монстры».
В октябре 2023 года Ганн заявил, что в этом сезоне будет рассмотрен вопрос о переходе с непрерывности DCEU на непрерывность DCU. В марте 2024 года он пояснил, что первый сезон не является каноном для DCU, и сказал, что действие второго сезона будет происходить после событий «Супермена». В то время он сообщил, что съёмки «Уоллер» были отложены из-за трудовых споров в Голливуде в 2023 году, и что теперь первым будет снят второй сезон «Миротворца». Производство должно было начаться одновременно с «Суперменом» позже в 2024 году, в интересах скорейшей подготовки сезона, поэтому Ганн больше не мог быть режиссёром всех серий. В конечном итоге он стал режиссёром трёх серий, в том числе первой, а остальные эпизоды сняли Грег Моттола, Питер Соллетт и Алития Джонс.

### Сценарий
Ганн начал писать сценарий для сезона к октябрю 2023 года, после завершения забастовки Гильдии сценаристов США 2023 года, и закончил писать все восемь серий к началу февраля 2024 года. Он сказал, что сезон был больше посвящён Кристоферу Смиту, имея в виду настоящее имя Миротворца, и взаимосвязи между персонажами и их личной жизнью.

### Подбор актёров
Джон Сина подтвердил, что он вернётся в роли Миротворца во втором сезоне, когда сезон официально заказали в феврале 2022 года. В апреле 2023 года, когда Ганн объявлял актёрский состав мультсериала DCU «Монстры-коммандос» (2024), он сказал, что уже есть планы на то, что некоторые актёры озвучки вновь исполнят свои роли в игровых проектах DCU, и он в особенности выделил Фрэнка Грилло, которого взяли на роль Рика Флага-ст. во всех проектах DCU. В июле того же года Ганн сказал, что Фредди Строма вновь вернётся к своей роли из первого сезона Эдриана Чейза / Линчевателя в DCU. Также свои роли из первого сезона вновь исполняют Даниэль Брукс (Леота Адебайо), Дженнифер Холланд (Эмилия Харкорт), Стив Эйджи (Джон Экономос), Роберт Патрик (Огги Смит / Белый Дракон) и Нют Ле (Дзюдомастер). В мае 2024 года Ганн объявил, что Грилло вернётся к своей роли Флага во втором сезоне «Миротворца». В следующем месяце Сол Родригес, Дэвид Денман и Тим Медоуз получили роли в сериале; Родригес досталась роль Саши Бордо, а Медоузу — роль Лэнгстона Флёри. В июле Соллетт сообщил, что Джоэл Киннаман вернётся к своей роли Рика Флага-младшего из «Отряда самоубийц» в этом сезоне, хотя в октябре Киннаман сказал, что он не появится. В следующем месяце Ганн сообщил, что Анисса Мэтлок, Тейлор Сент-Клэр, Дориан Кинги и Брэндон Стэнли также получили роли в сериале. В мае 2025 года был выпущен тизер-трейлер, который показал, что Изабела Мерсед, Нейтан Филлион и Шон Ганн вернутся к своим соответствующим ролям Девушки-ястреба, Гая Гарднера / Зелёного Фонаря и Максвелла Лорда из «Супермена». Также было раскрыто, что у Майкла Рукера будет роль в сезоне.

### Съёмки
В марте 2024 года Ганн заявил, что съемки должны были начаться позже в том же году, одновременно с производством «Супермена» на Trilith Studios в Атланте, Джорджия. Съемки начались 13 апреля, и Ганн провёл «предварительную съёмку» в субботу, чтобы отработать свои обязательства по съёмкам «Супермена». Он снял три серии и нанял ещё троих режиссёров для этого сезона, включая Грега Моттолу, который снял второй и третий эпизоды; Питера Соллетта, который снял четвёртый эпизод; и Алитию Джонс, которая сняла другие эпизоды. Сэм Маккёрди выступил в качестве оператора. Основные съёмки сезона начались 13 июня 2024 года и завершились 25 ноября 2024 года.

### Заставка
После того, как сериал получил положительные отзывы, Ганн сказал, что они хотят «вывести [свою] игру на новый уровень» для потенциального второго сезона. Хореограф Шарисса Бартон вернулась для постановки заставки ко второму сезону. Ганн рассматривал различные варианты музыки для заставки, в том числе вновь использовать заглавную песню первого сезона «Do Ya Wanna Taste It» группы Wig Wam, прежде чем остановиться на новой песни, которая, по его словам, соответствует фокусу сезона на Крисе Смите, а не на Миротворце.

## Маркетинг
В мае 2025 года Сина показал первые кадры из этого сезона в шоу «Inside the NBA» на канале TNT Sports, а вскоре после этого был выпущен тизер-трейлер. В нём звучит песня группы Foxy Shazam «Oh Lord». Обсуждение тизера было сосредоточено на том, что Миротворец скрывается от АРГУСа за убийство Рика Флага-младшего, а также на том, как сериал объяснит переход из сеттинга DCEU в первом сезоне к второму сезону, действие которого происходит в новой DCU. Майкл Уолш из Nerdist обратил внимание на то, что в тизере показана другая версия Миротворца, который, похоже, происходит из альтернативной вселенной внутри Мультивселенной DC, задаваясь вопросом, связано ли это с изменением непрерывности в повествовании.

## Релиз
Премьера сезона должна состояться на стриминговом сервисе HBO Max 21 августа 2025 года.